# Hydrophyllum occidentale
Espèce
Synonymes
- Hydrophyllum macrophyllum var. occidentale S. Watson[1]
- Hydrophyllum occidentale var. watsonii Gray[2]

Hydrophyllum occidentale est une espèce de plantes de la famille des Hydrophyllaceae.

## Systématique
En 1871, Sereno Watson (1826-1892) décrit la variété Hydrophyllum macrophyllum var. occidentale.
En 1875, Asa Gray (1810-1888) crée l'espèce Hydrophyllum occidentale et range le taxon décrit par Watson sous la variété Hydrophyllum occidentale var. watsonii. Il décrit parallèlement la variété Hydrophyllum occidentale var. fendleri.

## Liste des variétés
Selon Tropicos (4 juin 2022) :
- variété Hydrophyllum occidentale var. fendleri A. Gray
- variété Hydrophyllum occidentale var. watsonii A. Gray

## Publications originales
- (en) Sereno Watson, « Botany », Report U.S. geological exploration of the fortieth parallel, Washington, vol. 5,‎ 1871, p. 1-525.
- (en) Asa Gray, « A Conspectus of the North American Hydrophyllaceæ », Proceedings of the American Academy of Arts and Sciences, Boston, Inconnu, vol. 10,‎ 5 mars 1875, p. 312-332 (ISSN 0199-9818 et 2327-9478, OCLC 1479254, DOI 10.2307/20021420, JSTOR 20021420, lire en ligne).